# Kriechbaumerella hofferi
Kriechbaumerella hofferi är en stekelart som först beskrevs av Boucek 1952.  Kriechbaumerella hofferi ingår i släktet Kriechbaumerella och familjen bredlårsteklar. Inga underarter finns listade i Catalogue of Life.